# مونيكا شميت
مونيكا شميت هي قاضية ألمانية، ولدت في 20 أغسطس 1956 في هونلمبورغ ‏ في ألمانيا.